# ARSAT

O ARSAT-1, o primeiro satélite de comunicação fabricado na Argentina.

A ARSAT (Empresa Argentina de Soluciones Satelitales) é uma empresa estatal argentina, que detém os direitos exclusivos para operar e comercializar satélites geoestacionários em posição orbital de em 81 graus oeste em banda ku cobrindo a América do Norte e América do Sul e em banda C com cobertura hemisférica. A Arsat opera atualmente como um revendedor de capacidade de satélite a terceiros, e também é responsável pelo desenvolvimento de infraestrutura via satélite e terrestre para o sistema de TV digital da Argentina. Suas instalações teleport, estão localizadas em Benavídez, servindo sete satélites que cobrem toda a área sul da América Latina, fornecendo largura de banda de satélite para serviços de voz, dados, áudio e vídeo.

## História
A Arsat foi fundada em 2006 para manter as duas posições orbitais argentinas outorgadas pela União Internacional de Telecomunicações e sua sede está situada em Buenos Aires, Argentina. O Governo Nacional transferiu para a ARSAT as atividades da empresa Nahuelsat S.A., que explorava a posição orbital de 72° oeste com o satélite Nahuel 1A. A posição orbital de 72° foi ocupado pelo satélite Nahuel 1A, que já cumpriu a sua vida útil e saiu de serviço quando estava sendo operado em uma órbita inclinada na posição de 81° oeste. Os satélites de fabricação argentina ARSAT-1, ARSAT-2 e ARSAT-3 irão ocupar as posições orbital de 81° e 72° oeste concedido ao Estado argentino pela União Internacional de Telecomunicações (UIT).

## Satélites
| Nome      | Data de lançamento     | Fabricante          | Veículo de lançamento | Estado        |
| --------- | ---------------------- | ------------------- | --------------------- | ------------- |
| Nahuel 1A | 30 de janeiro de 1997  | Thales Alenia Space | Ariane 44L            | Inativo       |
| ARSAT-1   | 16 de outubro de 2014  | INVAP               | Ariane 5 ECA          | Ativo         |
| ARSAT-2   | 30 de setembro de 2015 | INVAP               | Ariane 5 ECA          | Ativo         |
| ARSAT-3   | Previsto para 2019     | INVAP               | Ariane 5 ECA          | Em construção |